# توسیان
توسیان (به انگلیسی: TUSSIAN)
رده درمانی: ضد سرفه
اشکال دارویی: شربت

## موارد مصرف
توسیان به عنوان ضد سرفه و خلط‌آور مصرف می‌شود.

## اجزاء فراورده
شربت توسیان حاوی عصاره آویشن Thymus vulgaris به میزان ۷۵۰ میلی‌گرم در هر ۵ میلی لیتر می‌باشد.

## مکانیسم اثر
اثرات ضد سرفه و خلط‌آور این فراورده احتمالاً مربوط به روغنهای فرار آن (تیمول، کارواکرول) می‌باشد.

## عوارض جانبی
تیمول موجود در این فراورده ممکن است باعث تحریک غشای مخاطی گردد. به دلیل وجود آنتول احتمال بروز واکنش‌های آلرژیک (درماتیت تماسی) در افراد حساس وجود دارد.